# Tractat de Corfú
El Tractat de Corfú va ser signat el 24 de juny de 1994 a l' Achilleion i consagra la quarta ampliació de la Unió Europea, amb l'entrada d'Àustria, Finlàndia i Suècia. Es modifica el Tractat constitutiu de la Comunitat Europea (TCE) i el Tractat de la Unió Europea (TUE).
Els noruecs havien refusat de ratificar el tractat en un referèndum el novembre de 1994, i només tres països es van convertir en membres l'1 de gener de 1995. Els noruecs ja havien negat l'adhesió de llur país a la Comunitat Econòmica Europea (CEE) en un referèndum el 25 de setembre de 1972.